# مجموعه کارن دمیرچیان
مجموعه کارن دمیرچیان (Կարեն Դեմիրճյանի անվան մարզահամերգային համալիր) یا سالن هامالیر بزرگترین سالن ورزشی و کنسرت در ایروان، ارمنستان است.
این مجموعه که در بخش غربی ایروان و در نزدیکی رود هرازدان قرار دارد در سال ۱۹۸۳ تأسیس شده و دارای یک سالن ورزشی با ظرفیت ۸٬۰۰۸ صندلی و یک سالن کنسرت با ظرفیت ۲٬۰۰۸ صندلی می‌باشد.

## نگارخانه

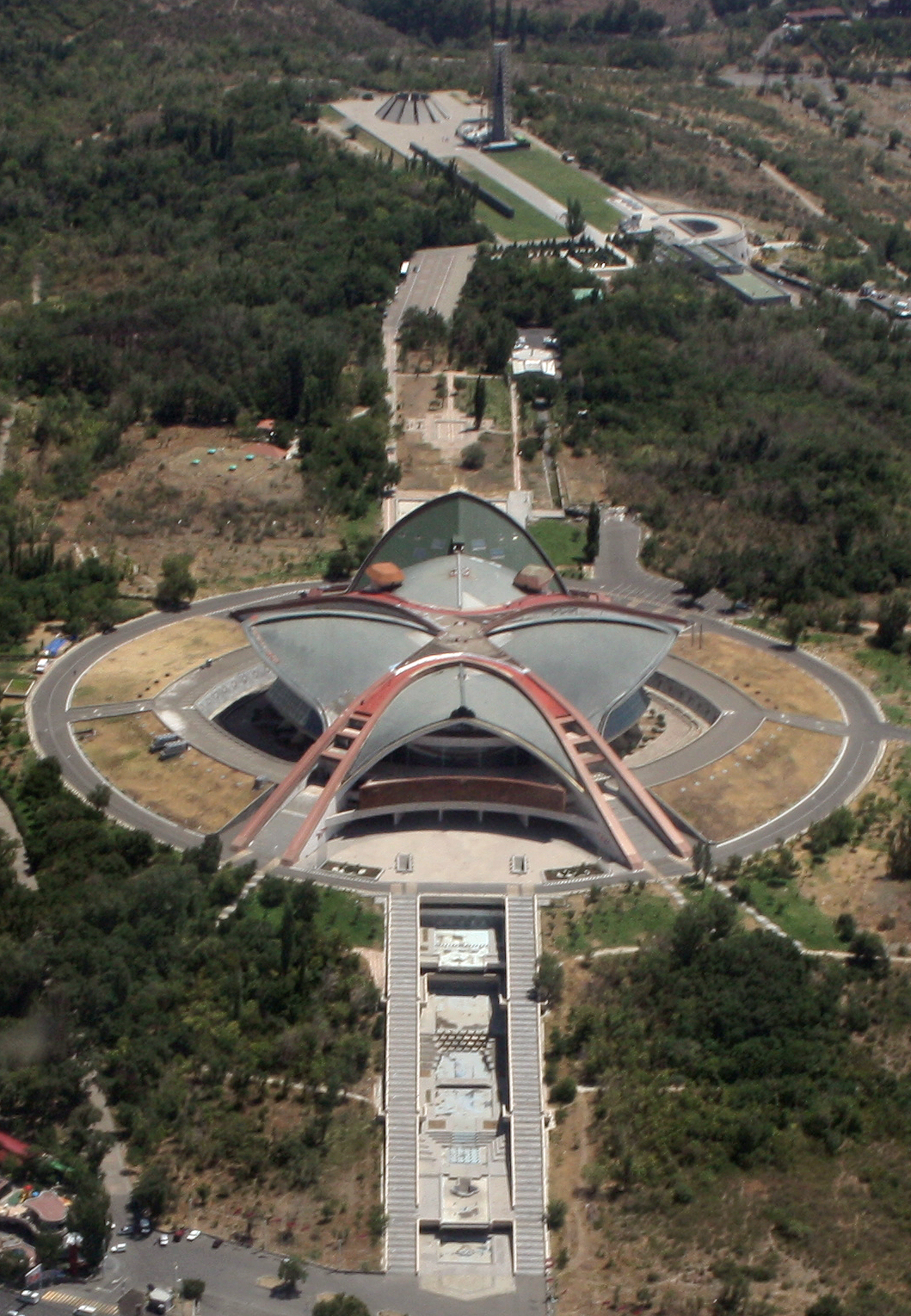
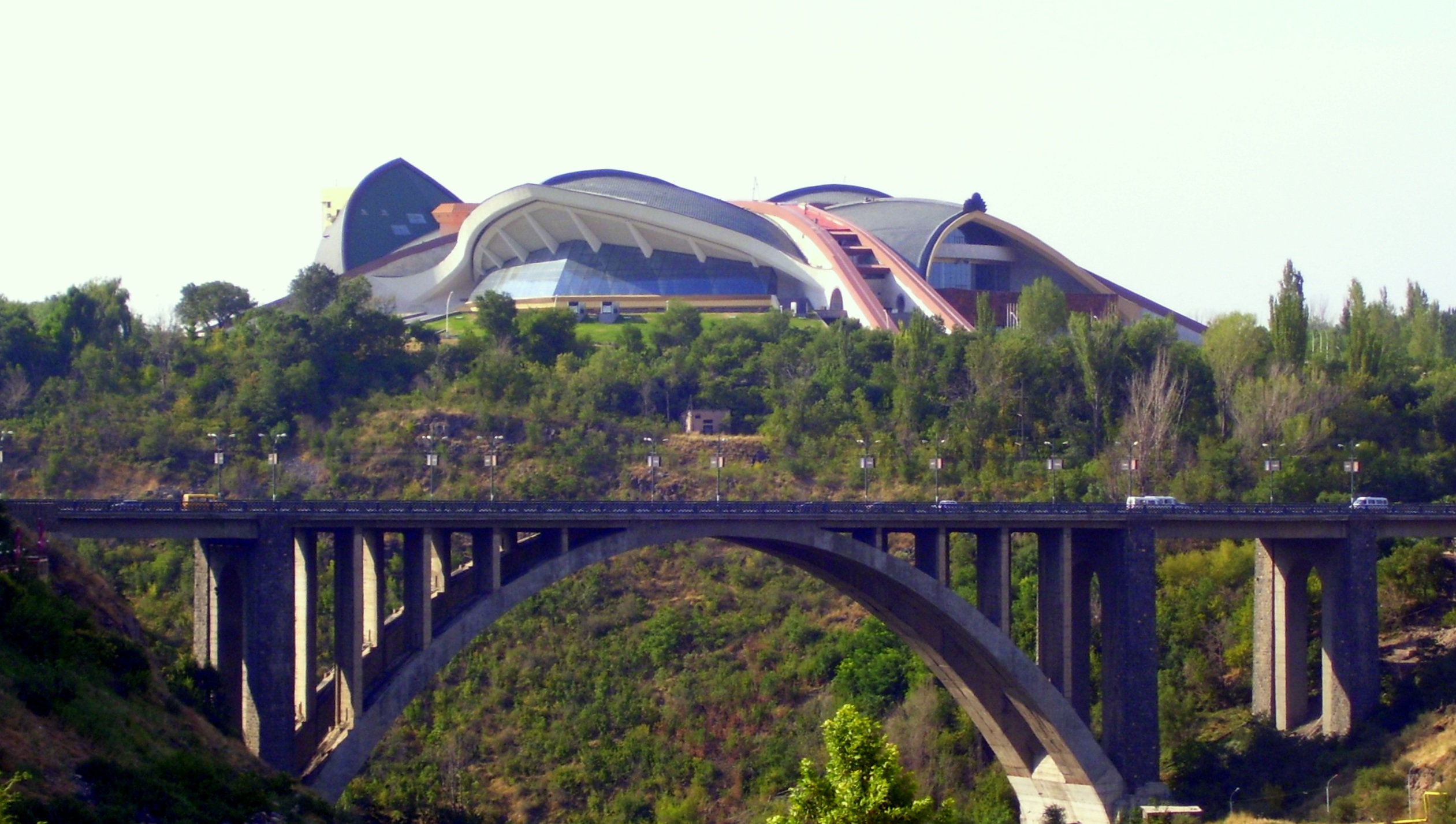
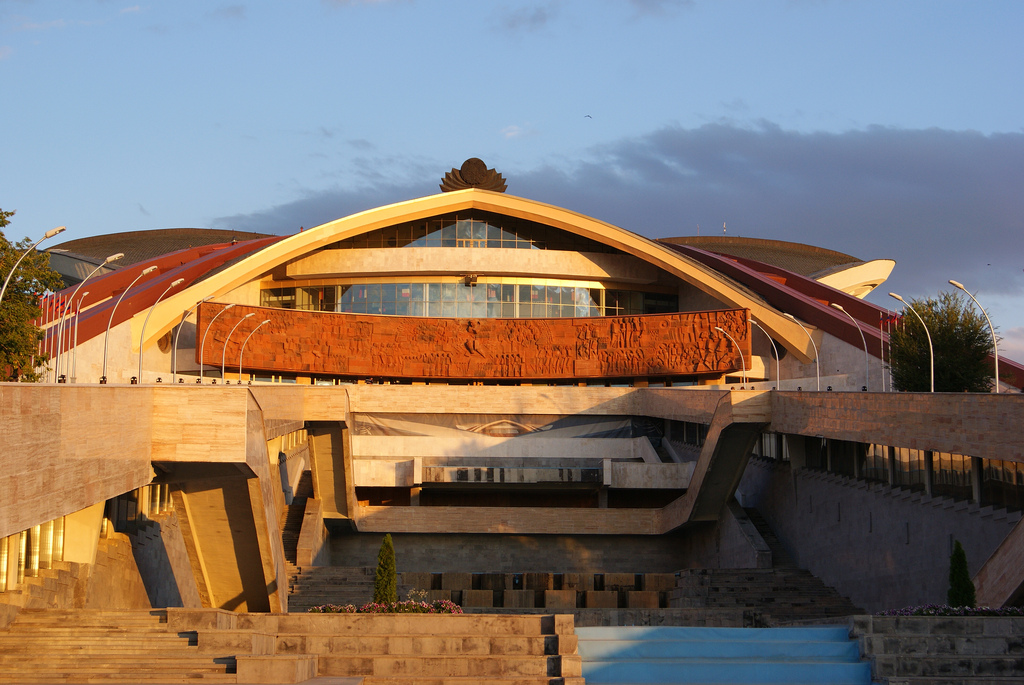
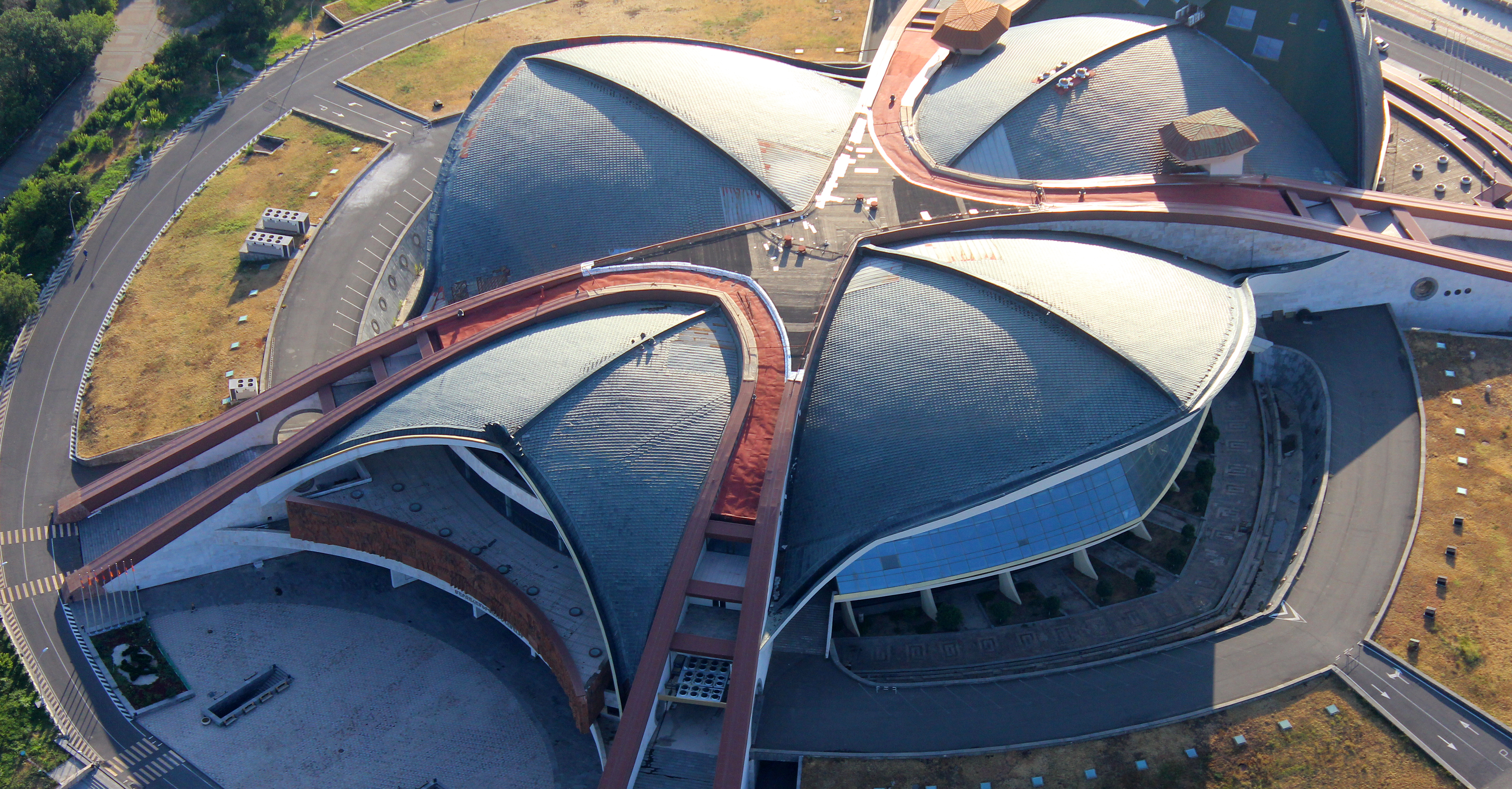
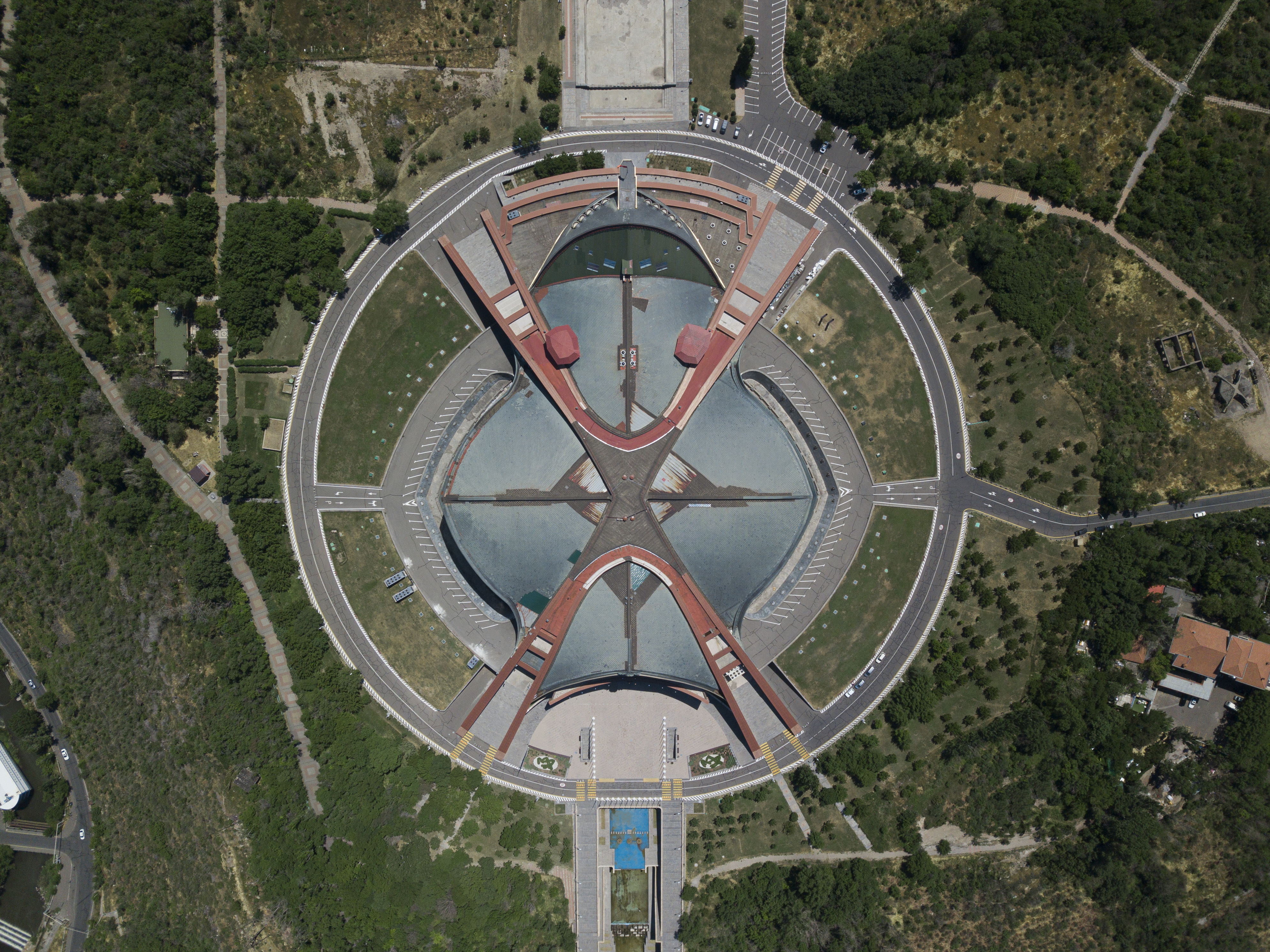

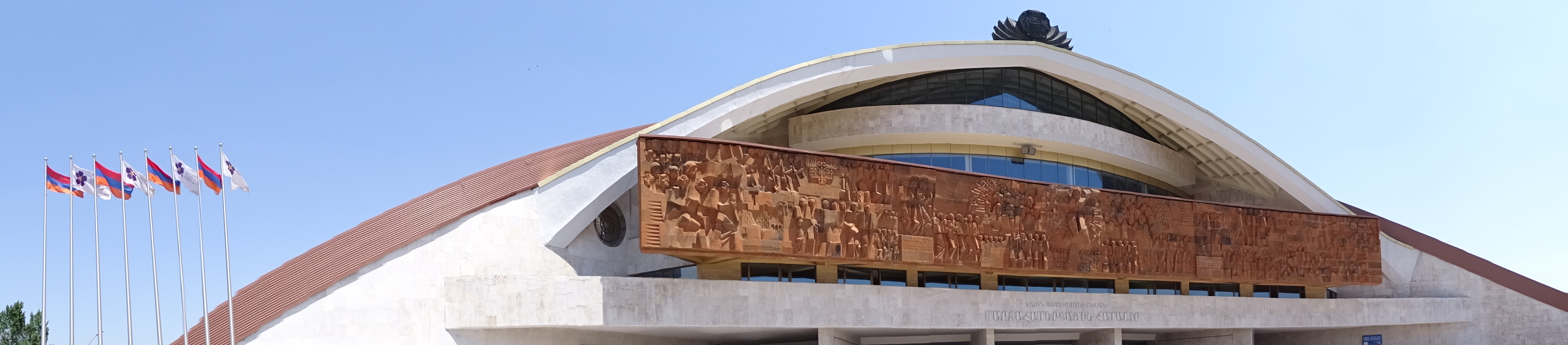